# Kasit Piromya

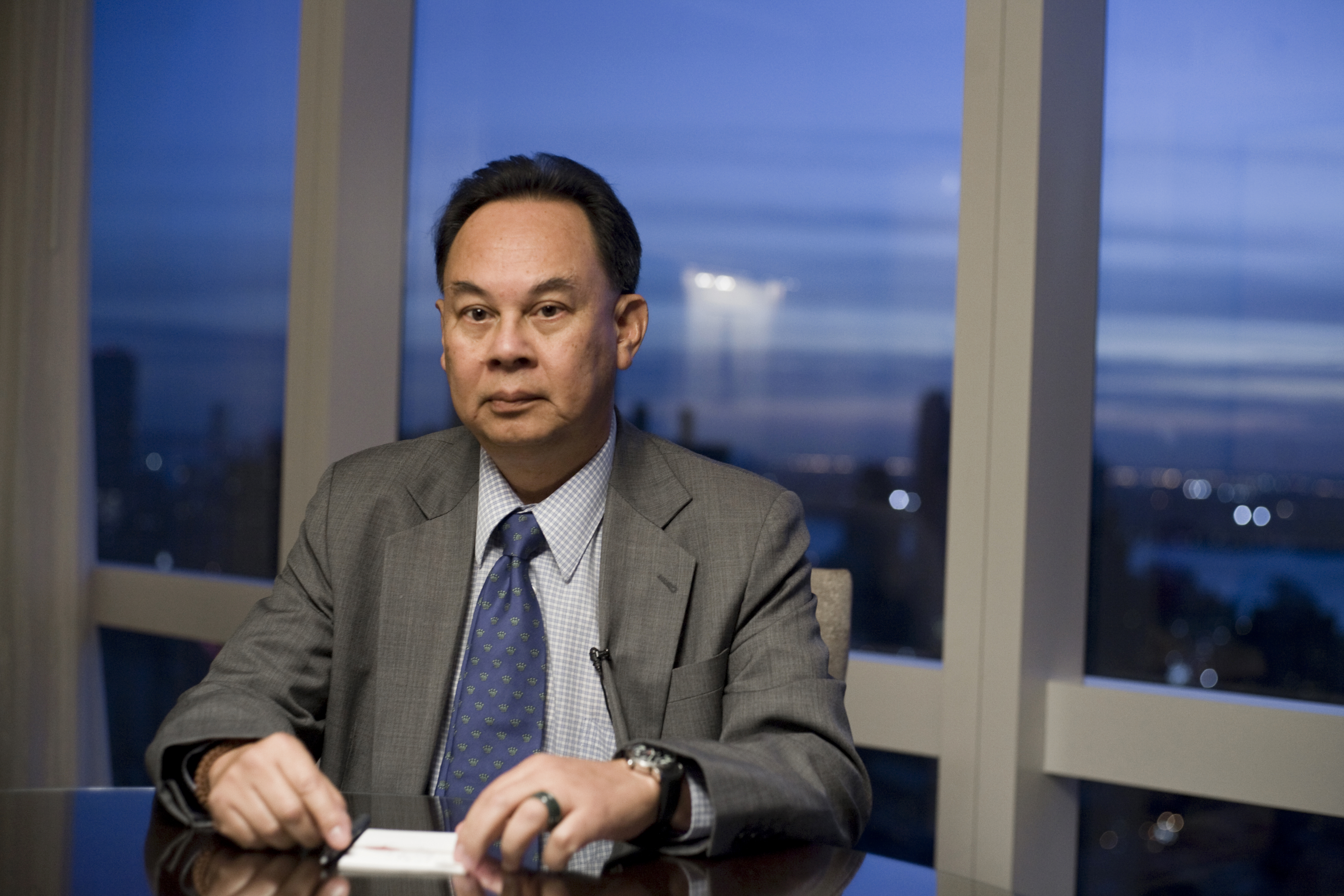
Kasit Piromya (2009)

Kasit Piromya (Thai: กษิต ภิรมย์, RTGS: Kasit Phirom, Aussprache: [kàsìt pʰírom]) (* 15. Dezember 1944 in Thonburi, Bangkok) ist ein thailändischer Diplomat und Politiker (Demokratische Partei). Von 2008 bis 2011 war er Außenminister des Landes.

## Biografie

### Studien und diplomatische Laufbahn
Nach dem Besuch des Christian College in Bangkok und des St. Joseph’s College in Darjiling (Indien) studierte er zunächst Rechtswissenschaften an der Chulalongkorn-Universität. Anschließend absolvierte er ein Postgraduiertenstudium an der School of Foreign Service der Georgetown University, das er 1968 mit einem Bachelor of Science (B.Sc.) in Internationalen Angelegenheiten abschloss. 1971 erwarb er darüber hinaus ein Diplom in Internationalen Beziehungen sowie ein Master of Science (M.Sc.) in Sozialwissenschaften am Institut für Soziale Studien in Den Haag.
1968 trat er in den Diplomatischen Dienst ein und wurde zunächst Dritter Sekretär in der Hauptabteilung für Internationale Organisationen im Außenministerium, ehe er 1969 als Dritter Sekretär in der Abteilung für Nachrichtenanalyse der Hauptabteilung für Information tätig wurde. 1972 folgte sein Wechsel als Dritter Sekretär in die Abteilung für die SEATO der Hauptabteilung für Internationale Organisationen.
Kasit Piromya fand 1975 Verwendung zunächst als Dritter und danach als Zweiter Sekretär an der Botschaft in Belgien sowie bei der Europäischen Union in Brüssel. 1979 kehrte er ins Außenministerium zurück und war zunächst Zweiter Sekretär in der Abteilung für Internationale Wirtschaftsfragen in der Hauptabteilung für Wirtschaftsfragen. Noch im gleichen Jahr wurde er jedoch Erster Sekretär im Büro des Generaldirektors der Hauptabteilung für Wirtschaftsfragen. 1981 erfolgte seine Ernennung zum Direktor der Handels- und Industrieabteilung in der Hauptabteilung für die ASEAN und danach 1983 zum Direktor der Abteilung Wirtschaftsinformation in der Hauptabteilung für Wirtschaftsfragen. Bereits ein Jahr darauf wurde er 1984 Direktor der Abteilung für Politik und Planung im Büro des Ständigen Sekretärs des Außenministeriums und ein weiteres Jahr später 1985 Stellvertretender Generaldirektor der Hauptabteilung für Wirtschaftsfragen.

### Botschafter und Ernennung zum Außenminister
1988 wurde er im Rang eines Botschafters dem Büro des Ständigen Sekretär beigeordnet und war dort zuständig für Europäische Angelegenheiten. Noch im gleichen Jahr wurde er Generaldirektor der Hauptabteilung für Internationale Organisationen und behielt dieses Amt bis 1991. Während dieser Zeit war er 1990 auch Absolvent der Hochschule für nationale Verteidigung.
Zwischen 1991 und Dezember 1993 war er Botschafter in der Sowjetunion beziehungsweise nachfolgend in der Russischen Föderation und der Gemeinschaft Unabhängiger Staaten (GUS). Zugleich war er als Botschafter in der Mongolei akkreditiert. Im Januar 1994 erfolgte seine Ernennung zum Botschafter in Indonesien. Als solcher war er zeitgleich bis Dezember 1996 in Papua-Neuguinea akkreditiert.
Im Januar 1997 erfolgte seine Berufung zum Botschafter in der Bundesrepublik Deutschland. In diesem Amt war er bis 2001 tätig. Anschließend war er zunächst für kurze Zeit als Botschafter dem Büro des ständigen Staatssekretärs des Außenministeriums sowie zugleich dem Staatssekretariatsbüro des Premierministers zugeordnet. Außerdem war er während dieser Zeit Berater in diplomatischen Fragen in den Staatssekretariatsbüros des Handelsministers sowie des Ministers für Landwirtschaft und Kooperativen.
Nach Beendigung dieser Tätigkeit war er zwischen 2001 und 2004 Botschafter in Japan. Danach erfolgte seine Akkreditierung als Botschafter in den USA.
Am 20. Dezember 2008 ernannte ihn König Bhumibol Adulyadej zum Außenminister im Kabinett des neuen Premierministers Abhisit Vejjajiva. Damit gehörte dem neuen Kabinett ein hochrangiger Diplomat an, der die Flughafenblockade ausdrücklich gut geheißen und die Aktionen der oppositionellen Volksallianz für Demokratie (PAD) unterstützt hatte. Seine Einschätzung der Flughafenblockade als „Lots of Fun“ löste allerdings eine internationale Welle der Entrüstung aus.
Im August 2011 wurde die Regierung Abhisit in der Folge der Parlamentswahl 2011 durch die Regierung von Yingluck Shinawatra abgelöst.

## Veröffentlichungen
- Thailand's Rocky Path towards a Full-Fledged Democracy. In: Bangkok May 2010. Perspectives on a Divided Thailand. ISEAS Publishing, Singapur 2012, S. 161–170 (mfa.go.th).